# دافاريل وليامسون
دافاريل وليامسون (بالإنجليزية: DaVarryl Williamson) مواليد 25 يوليو 1968 في واشنطن، واشنطن العاصمة، الولايات المتحدة، هو ملاكم أمريكي يصنف ضمن فئة الوزن الثقيل.

## إحصائيات
خاض خلال مسيرته 33 نزالا، فاز في 27 ولم يتعادل وخسر في 6. فاز بالضربة القاضية في 23 نزالا.

## روابط خارجية
- دافاريل وليامسون على موقع بوكس ريك (الإنجليزية) (registration required)